# آفراگولا
شهر  آفراگولا (به ایتالیایی: Afragola) با جمعیت ۶۳٬۷۳۷ نفر  در ناحیه کامپانیا در کشور ایتالیا واقع شده‌است.